# أليساندرو فولبي
أليساندرو فولبي (بالإيطالية: Alessandro Volpe)‏ (4 يناير 1983 بروما في إيطاليا - ) هو لاعب كرة قدم إيطالي في مركز الوسط. لعب مع نادي ساليرنيتانا وSS Monopoli 1966 ‏ وأولبيا كالسيو 1905 ولانشانو كالتشيو 1920 ‏.